# Giải bóng đá vô địch quốc gia Turkmenistan 2003
Giải bóng đá vô địch quốc gia Turkmenistan 2003 hay Ýokary Liga 2003 là mùa giải thứ 11 của giải bóng đá chuyên nghiệp Turkmenistan. Có 10 đội bóng tham gia năm 2003.

## Kết quả
| Vị thứ | Đội bóng            | St | T  | H  | B  | BT-BB  | Đ  |
| ------ | ------------------- | -- | -- | -- | -- | ------ | -- |
| 1      | Nisa Aşgabat        | 36 | 29 | 5  | 2  | 102-12 | 92 |
| 2      | Nebitçi Balkanabat  | 36 | 23 | 10 | 3  | 100-23 | 79 |
| 3      | Şagadam Türkmenbaşy | 36 | 23 | 7  | 6  | 67-28  | 76 |
| 4      | Asudalyk Aşgabat    | 36 | 19 | 6  | 11 | 62-44  | 63 |
| 5      | Merw Mary           | 36 | 17 | 2  | 17 | 56-65  | 53 |
| 6      | Köpetdag Aşgabat    | 36 | 13 | 10 | 13 | 57-39  | 49 |
| 7      | Gazchi Gaz-Achak    | 36 | 13 | 2  | 21 | 47-72  | 41 |
| 8      | Turan Daşoguz       | 36 | 10 | 3  | 23 | 40-85  | 33 |
| 9      | Ahal Akdaşaýak      | 36 | 7  | 1  | 28 | 25-96  | 22 |
| 10     | Garagum Turkmenabat | 36 | 2  | 2  | 32 | 11-103 | 8  |